# Битка код Тителског брега
Битка код Тителског брега био је сукоб између Мађара и Срба током Мађарске револуције 1848. и 1849. године.

## Битка
Вођена је 14. априла 1849 године. Командант српске војске Ђорђе Стратимировић окупио је 4000 војника од тога 1000 добровољаца. Пошто су се Сава и Тиса излиле, Стратимировић је наредио да се српске лађе попале и потопе. Битка је вођена по рововима, насипима, баруштинама, мочварама и шумама око Вилова и Мошорина. Пуцање из топова и пушака било је толико јако да се од дима ништа није видело. Срби су се борили око насипа идући у сусрет Мађарима трчећи од врбе до врбе. На крају су Срби задржали Тителску висораван.